# The Step-Daughter
The Step-Daughter è un cortometraggio muto del 1910 prodotto dalla Lubin. Il nome del regista non viene riportato nei credit del film di cui non si conoscono altri dati certi, tranne il nome dell'interprete, una non meglio identificata Miss Tanner.

## Produzione
Il film fu prodotto dalla Lubin Manufacturing Company.

## Distribuzione
Distribuito dalla Lubin Manufacturing Company, il film - un cortometraggio in una bobina - venne distribuito nelle sale statunitensi il 25 luglio 1910.